# Народжений в Україні (срібна монета)
«Наро́джений в Украї́ні» — пам'ятна срібна монета номіналом 5 гривень, випущена Національним банком України, присвячена маленьким українцям, народженим в Україні, їхньому зв'язку з рідним домом.
Монету введено в обіг 1 червня 2023 року. Вона належить до серії «Інші монети».

## Опис монети та характеристики
| Номінал грн. | Метал  | Маса, г       | Діаметр, мм | Якість виготовлення | Гурт                           | Тираж, штук |
| ------------ | ------ | ------------- | ----------- | ------------------- | ------------------------------ | ----------- |
| 5            | срібло | 15,55 / 16,81 | 33,0        | пруф                | гладкий із заглибленим написом | 5 000       |

### Аверс
На аверсі монети розміщено малий Державний Герб України (угорі), півколом з лівого боку від нього рік карбування «2023» та напис «УКРАЇНА», а праворуч — напис «П'ЯТЬ ГРИВЕНЬ». По центру розташована картина Олега Шупляка «Колиска», на якій втілено один з архетипів українців — батьківська хата в оточенні мальв та рушника, яка є водночас колискою та гніздечком, що символізує продовження роду.

### Реверс
На реверсі монети зображено картину Олега Шупляка «Зв'язок», де на тлі стилізованого всесвіту — малюк-космонавт, який нерозривно пов'язаний пуповиною з матір'ю-Україною, карта якої розташована вгорі, ліворуч півколом розміщено дзеркальний напис «НАРОДЖЕНИЙ В УКРАЇНІ».

## Автори
- Художник — Шупляк Олег.

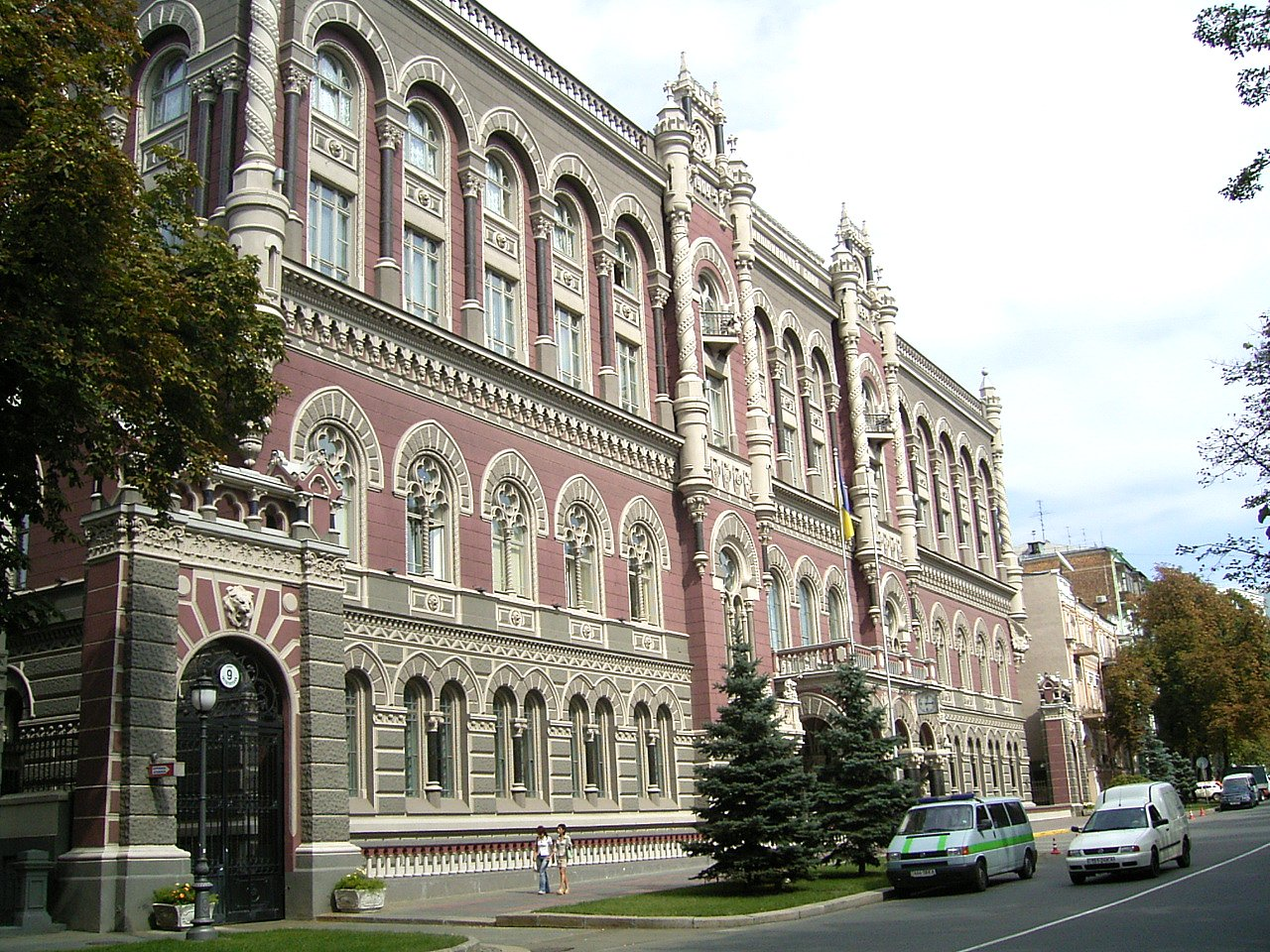
Будівля Національного банку України

- Скульптори: Дем'яненко Анатолій, Атаманчук Володимир.

## Вартість монети
Під час введення монети в обіг 2023 року, Національний банк України реалізовував монету за ціною 1254 гривні.
Фактична приблизна вартість монети, з роками змінювалася так:
| Рік        | 2024  | 2025  | 2026 |
| ---------- | ----- | ----- | ---- |
| Ціна, грн. | 6 000 | 5 200 |      |